# Gustavo Gillman

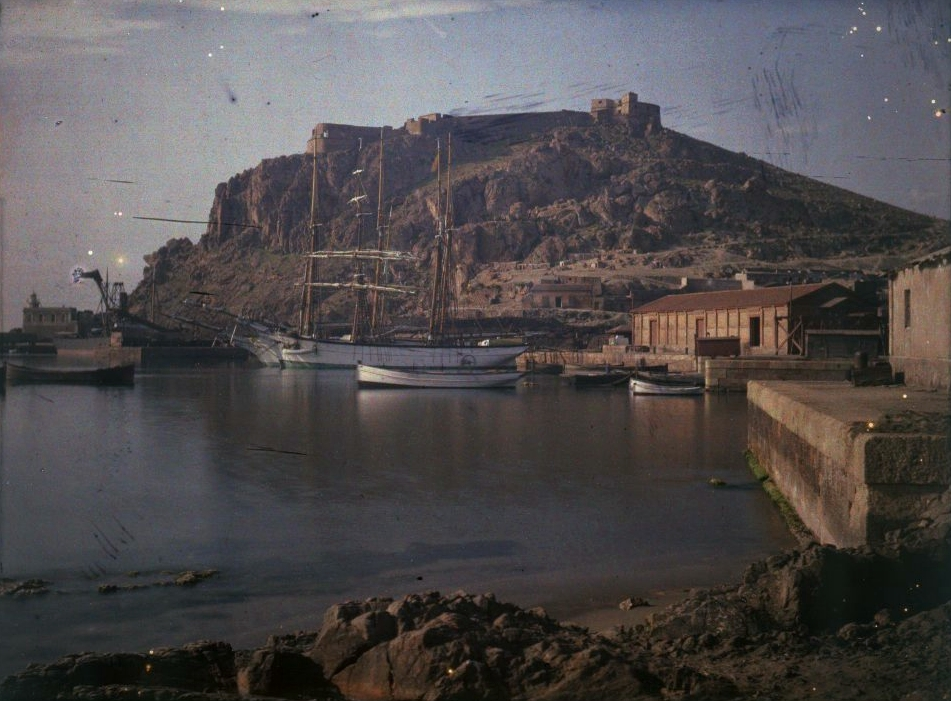
Panoramatický pohled na přístav a hrad Águilas, 1908

Gustavo Gillman Bovet (15. června 1856, Londýn – 28. února 1922, Petrópolis) byl britský stavební inženýr a fotograf. Vyučen ve Velké Británii, v poslední třetině 19. století pracoval ve Španělsku jako důlní inženýr a také při stavbě železnic na jihovýchodě Španělska, zaměstnaný společností Great Southern of Spain Railway Company Limited. Zanechal po sobě bohaté fotografického dědictví, snímky, které pořídil během svého pobytu ve Španělsku.

## Životopis
Narodil se v Londýně v roce 1856 v bohaté rodině. Během svého mládí získal komplexní vzdělání, které zahrnovalo oblasti kresby, malby, fotografie a hudby. Učil se až jedenáct jazyků, včetně španělštiny. Později pokračoval ve vyšších studiích v báňském inženýrství a stavebních pracích.
V roce 1876 se sadil ve Španělsku, zpočátku pracoval v hornické oblasti Linares. Později pracoval pro společnost Great Southern of Spain Railway Company Limited (GSSR), zejména při stavbě trati Lorca-Baza. Gillman vyvinul takovou aktivitu, že se stal duší společnosti, až do té míry, že byl v roce 1898 jmenován generálním ředitelem GSSR. V důsledku toho se usadil v obci Águilas, kde měla společnost svůj kanceláře. Ke své cti také navrhl a postavil stavbu Embarcadero del Hornillo, kde se z těžebních vlaků, které jezdily do Águilasu, vykládaly rudy na obchodní lodě.
Gillman, který byl fanouškem fotografie, vytvořil během těchto let řadu portrétů a výtvarných krajinářských snímků provincie Almería a dalších oblastí španělského jihovýchodu. Na jeho fotografiích převládalo téma portrétního stylu, kombinující jak obyčejné lidi, tak aktivity a železniční práce. Jeho fotografická práce vynikala také použitím autochromního barevného procesu kolem let 1907–1908, což byla tehdy nová technika, která byla právě uvedena na trh.
Zemřel v brazilském městě Petrópolis v roce 1922.

## Galerie

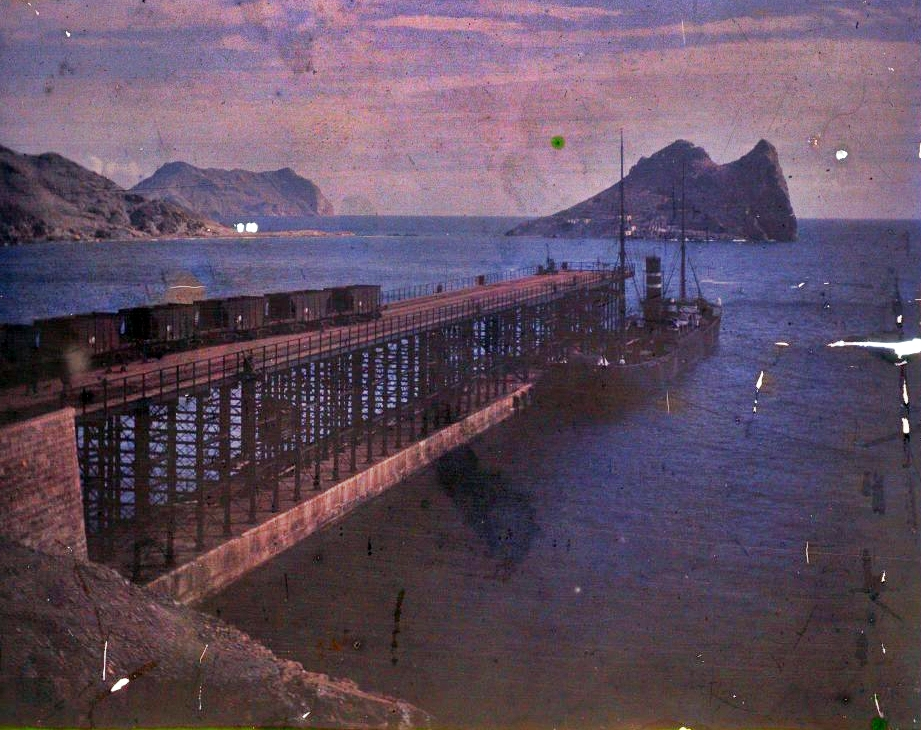
Panoramatický pohled na molo El Hornillo, Águilas, 1908
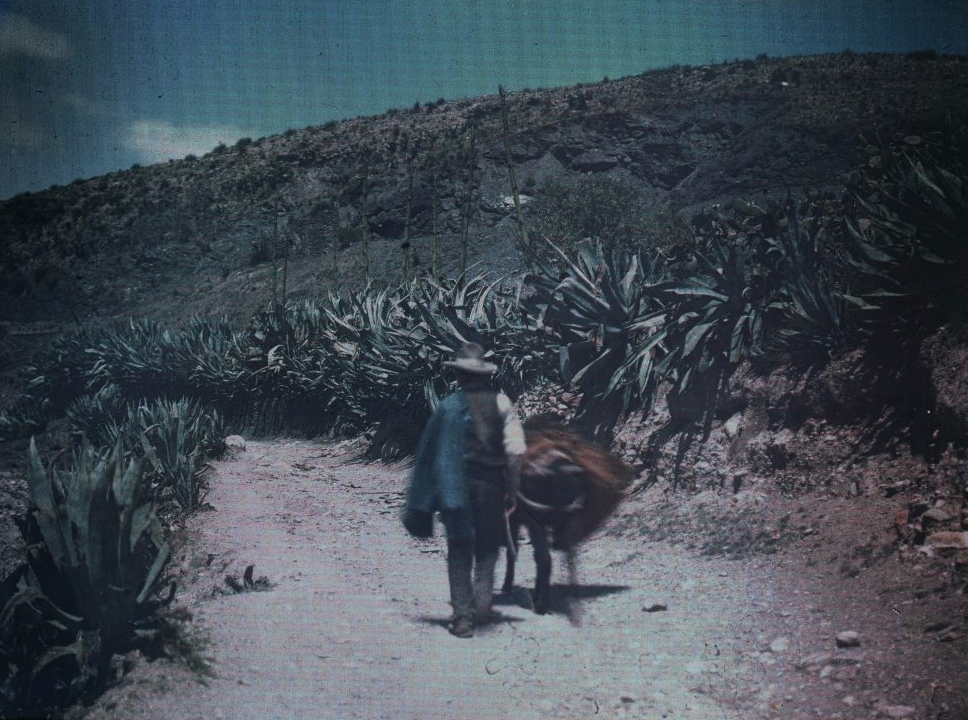
Rolník a osel jdou po cestě v oblasti La Hojilla v Cantorii, 1909
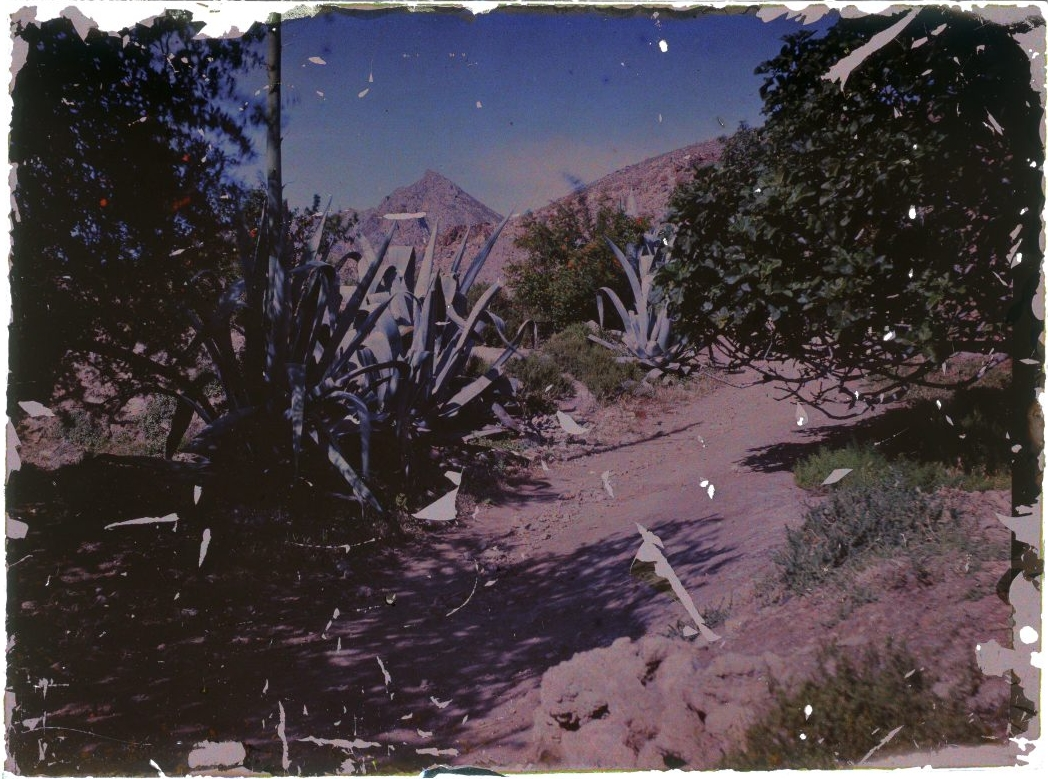
Pohled na cestu lemovanou agávemi, možná v Almería, 1907-1909
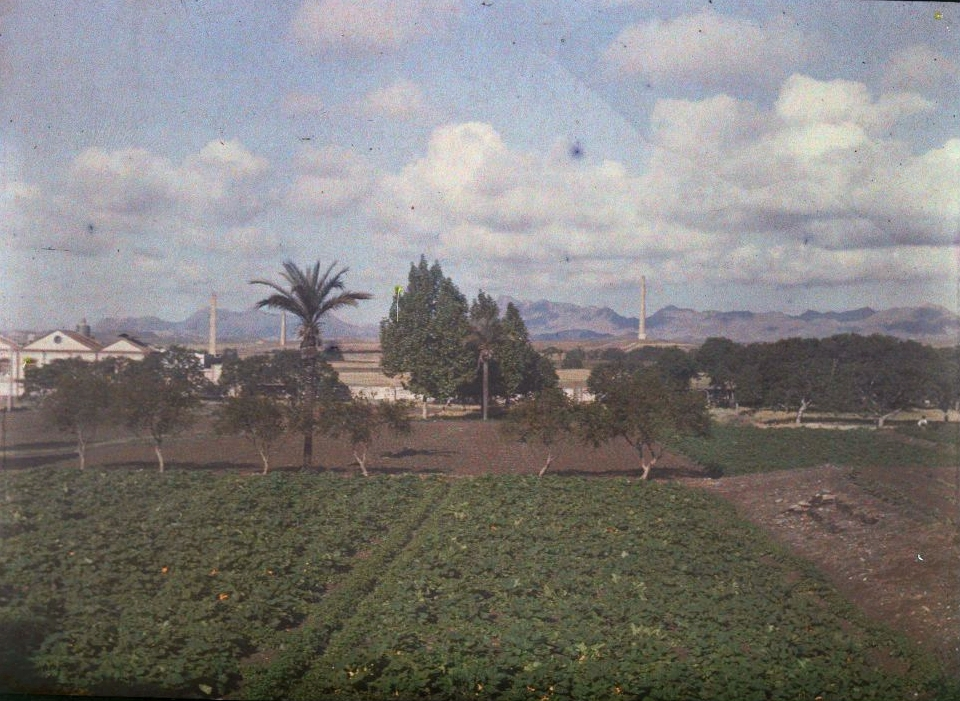
1908
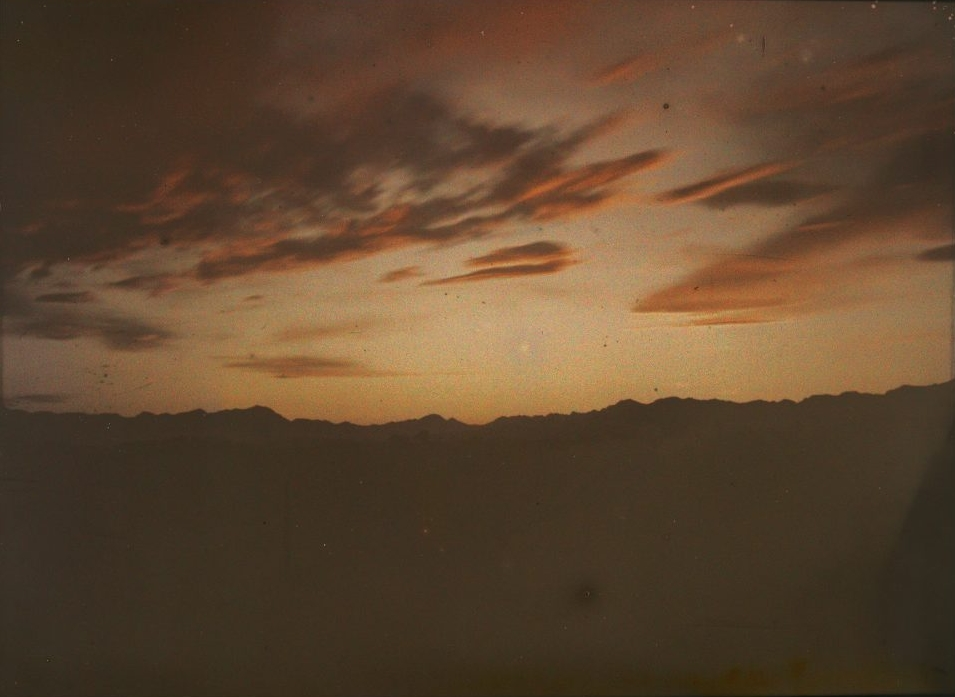
1908
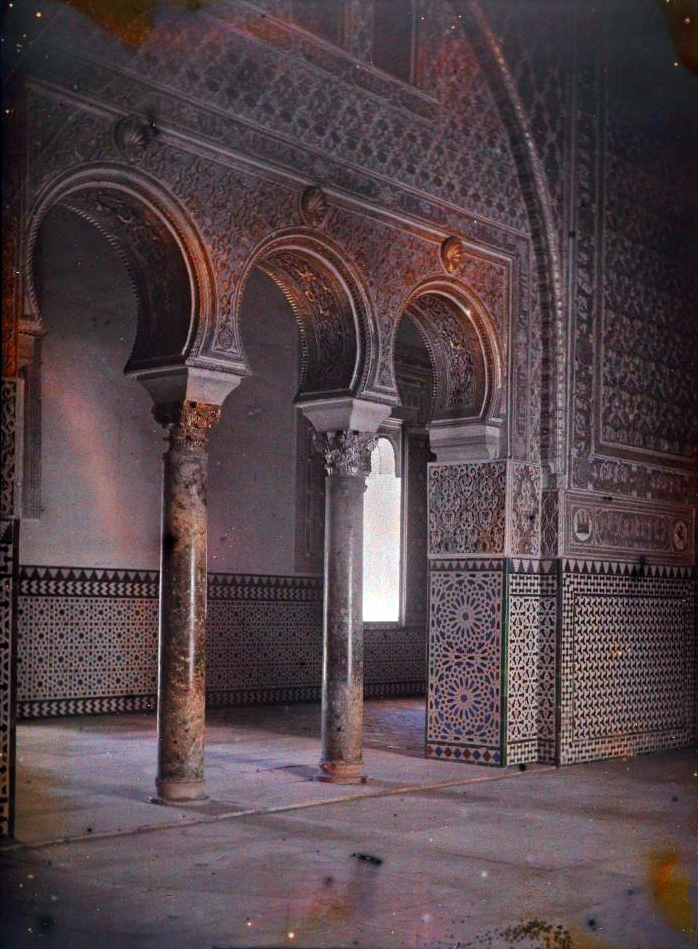
1908
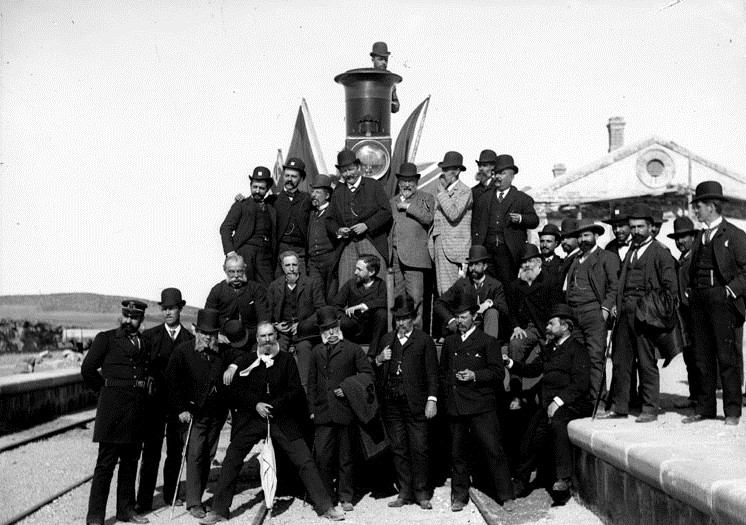
Slavnostní otevření trati Almendricos-Águilas a železničního zařízení Almendricos. Velká skupina vedoucích pracovníků železniční společnosti Great Southern of Spain a hosté ve stanici El Empalme de Almendricos, březen 1890.
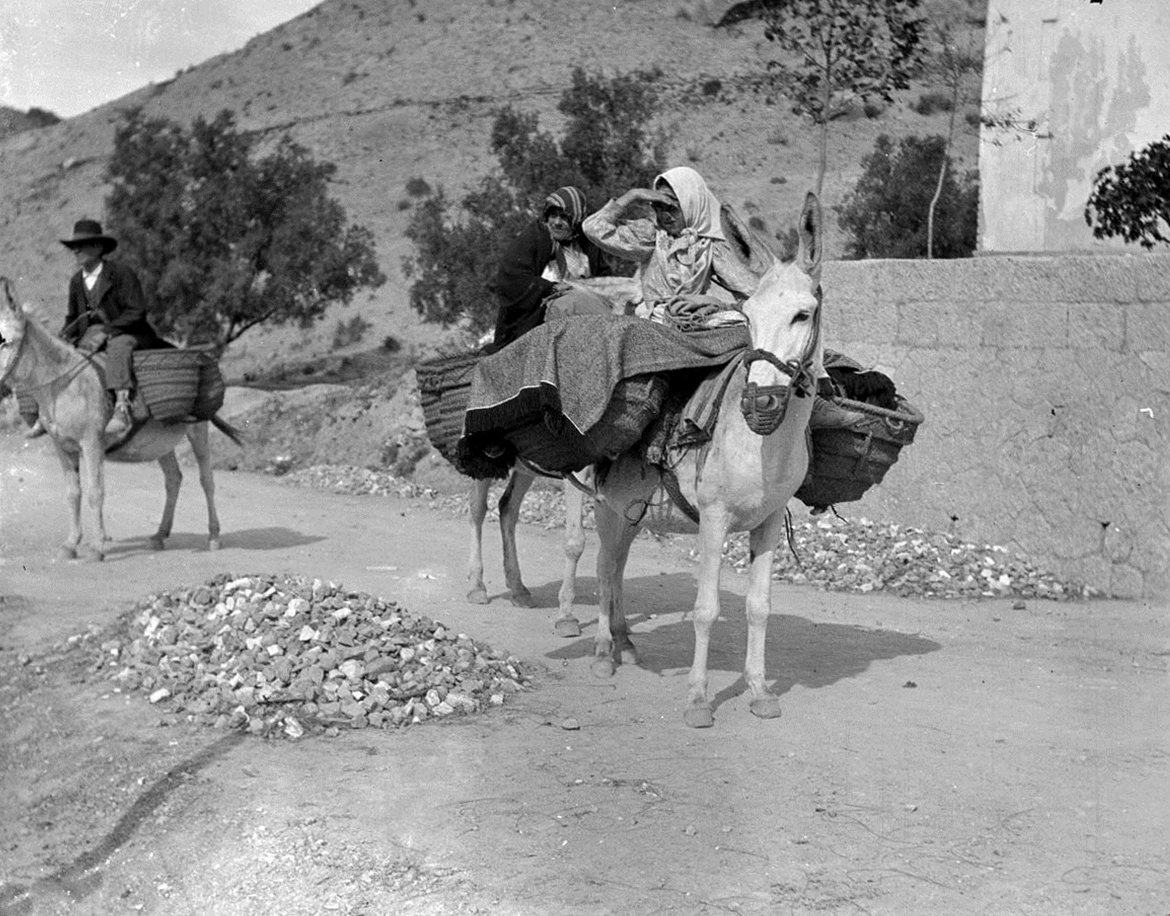
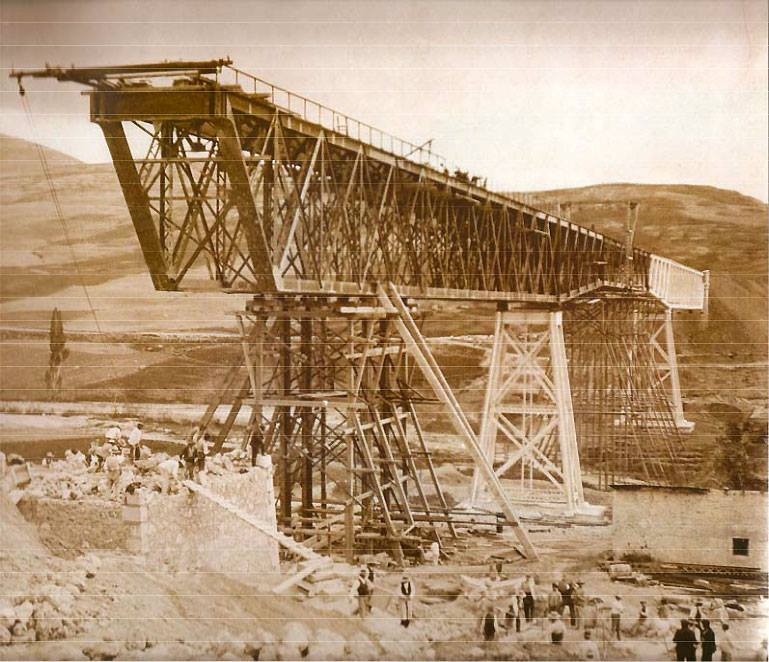
Puente de Gor en construcción